# Даниловский сельсовет (Тамбовская область)
Даниловский сельсовет — сельское поселение в Токарёвском районе Тамбовской области Российской Федерации.
Административный центр — село Малая Даниловка.

## История
Статус и границы сельского поселения установлены Законом Тамбовской области от 17 сентября 2004 года № 232-З «Об установлении границ и определении места нахождения представительных органов муниципальных образований в Тамбовской области».

## Население
| 2010 | 2012  | 2013 | 2014 | 2015 | 2016 | 2017 |
| ---- | ----- | ---- | ---- | ---- | ---- | ---- |
| 1068 | ↘1025 | ↘997 | ↘957 | ↘929 | ↘905 | ↘900 |
| 2018 | 2019  | 2020 | 2021 |      |      |      |
| ↘865 | ↘815  | ↘802 | ↗808 |      |      |      |

## Состав сельского поселения
| № | Населённый пункт | Тип населённого пункта       | Население |
| - | ---------------- | ---------------------------- | --------- |
| 1 | Антюфеевка       | село                         | 35        |
| 2 | Знаменка         | деревня                      | ↘137      |
| 3 | Кочетовка        | село                         | ↘456      |
| 4 | Малая Даниловка  | село, административный центр | ↘359      |
| 5 | Плата            | деревня                      | ↘81       |